# Mémorial aux Sintés et aux Roms européens assassinés pendant le nazisme
Denkmal für die im Nationalsozialismus ermordeten Sinti und Roma Europas
Le Mémorial aux Sintés et aux Roms européens assassinés pendant le nazisme (allemand : Denkmal für die im Nationalsozialismus ermordeten Sinti und Roma Europas) est un mémorial sur le Simsonweg au sud du Reichstag à Berlin-Tiergarten. Il rend hommage aux 500 000 Roms et Sintés (estimation en cours, nouvelles découvertes régulières) exécutés lors du Porajmos pendant la Seconde Guerre mondiale. Conçu par l'architecte Dani Karavan, il est inauguré le 24 octobre 2012 en présence de la chancelière Angela Merkel et du président Joachim Gauck. Il est financé par l'État allemand à hauteur de 2,8 millions d'euros.

## Design
Le mémorial comprend un point d'eau circulaire entouré de dalles en pierres brisées. Au centre du point d'eau se trouve une plateforme triangulaire où est planté une unique rose. Une fois par jour, la plateforme s'enfonce sous la surface et réapparaît avec une fleur fraîche. Autour du mémorial, en lettres de bronze, est gravé le poème « Auschwitz » de Santino Spinelli :

« Eingefallenes Gesicht

erloschene Augen

kalte Lippen

Stille

ein zerrissenes Herz

ohne Atem

ohne Worte

keine Tränen »